# Madame Victorine
Madame Victorine est une marchande de modes, modiste et couturière française. 
Madame Victorine devient une couturière très demandée pendant la Restauration et la Monarchie de Juillet. Elle jouit de la faveur de la reine Victoria
Dans les années 1830, Madame Oudot-Manoury, Madame Beaudran, Madame Palmyre, ou encore Madame Victorine sont les grandes figures de modes de l’époque. 